# Stratosphere Giant

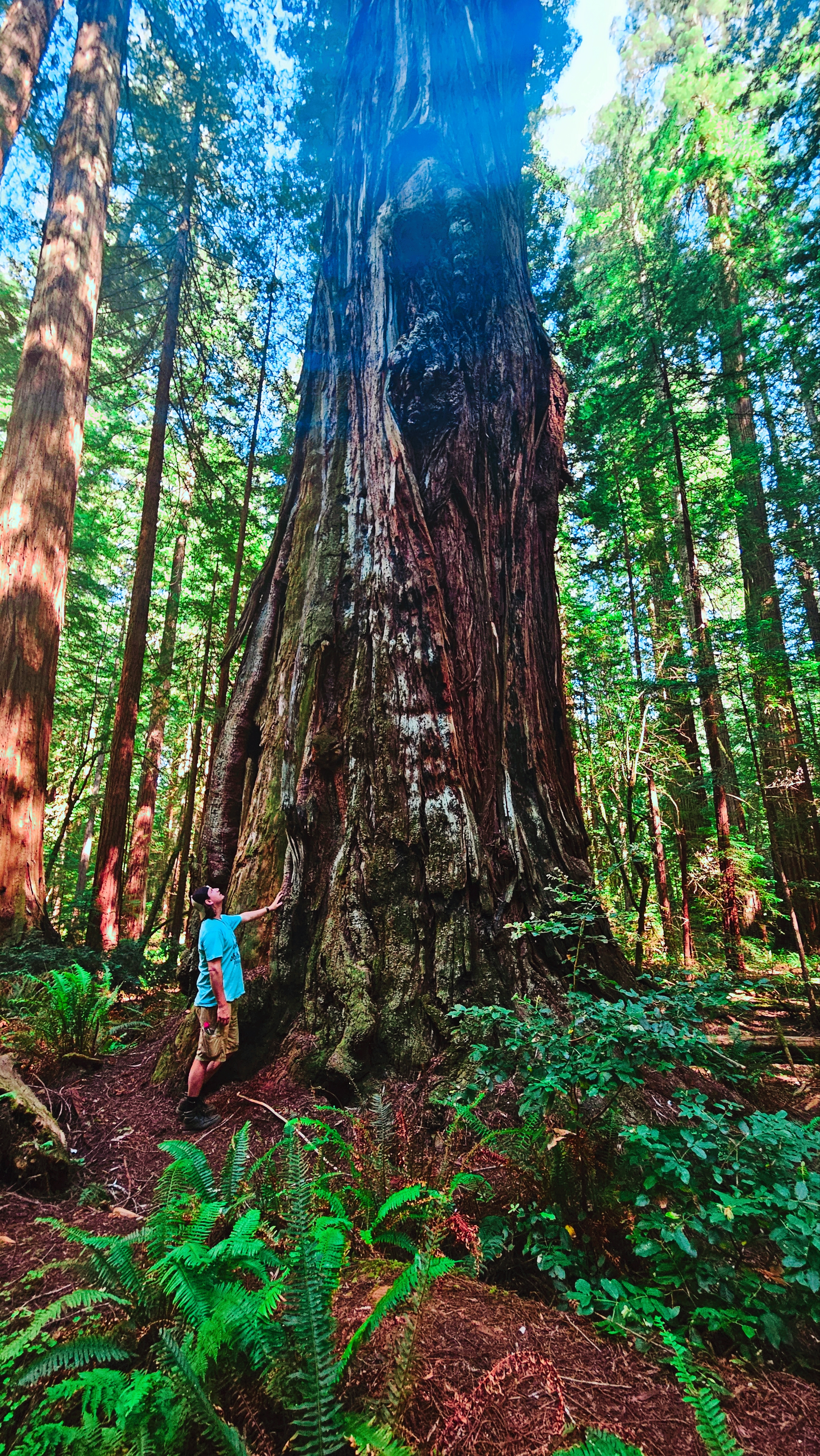
Stratosphere Giant, a quarta árvore mais alta do mundo.

'Stratosphere Giant' é um espécime de sequoia-vermelha que já foi considerado a árvore mais alta do mundo. Foi descoberta em julho de 2000 junto ao Bull Creek no parque estadual de Humboldt Redwoods por Chris Atkins, com 112,34 m (368,6 ft) de altura. A árvore continuou a crescer e em 2010 tinha 113,11 m (371 ft) de altura. A árvore possui três cecídios proeminentes no lado sudoeste do seu tronco e é cercada por um grande número de árvores de tamanho quase igual. Em um esforço para evitar danos às raízes rasas da árvore pelo turismo, a sua localização exata nunca foi divulgada ao público.
Em 25 de agosto de 2006, uma sequoia mais alta chamada Hyperion, foi descoberta por Chris Atkins e Michael Taylor no Parque Nacional de Redwood e é considerada a árvore (e o ser vivo) mais alta do mundo, medindo 115,55 m (379 ft) de altura. Duas outras árvores mais altas que a Stratosphere Giant também foram encontradas nesse parque.